# Nomia lutea
Nomia lutea là một loài Hymenoptera trong họ Halictidae. Loài này được Warncke mô tả khoa học năm 1976.